# 1255
1255 (MCCLV) je bilo navadno leto, ki se je po julijanskem koledarju začelo na petek.

## Dogodki

### Mongolski imperializem
- Vrhovni kan Möngke da mlajšemu bratu Hulaguju nalogo, da uniči zadnje muslimanske države na Bližnjem vzhodu. S tem zamenja Baidžuja kot vrhovni poveljnik mongolskih sil v Perziji. 1256 ↔
- Umrlega vladarja Zlate horde Batu Kana nasledi sin Sartak, ki se poda na pot na mongolski dvor v Karakorum. 1256 ↔
- Koreja: prva uporaba mongolske mornarice. Mongoli začno napadati še korejske otoke vzdolž obale, ki so jih predtem uspešno branili uporni Korejci.
- Mongoli zatrejo upor Kašmirju.
- Popis prebivalstva v Mongolskem imperiju 1252-59.
- maj - Vilijem iz Rubroeka, odposlanec francoskega kralja Ludvika IX., se vrne v Zamorje, ne da bi kaj dosegel.

### Anglija
- 1. maj - Umrlega yorškega nadškofa Walterja de Graya nasledi Sewal de Bovil.
- 27. avgust - Krvna obtožba: Jude v Angliji obtožijo ritualnega umora dečka, ministranta Huga iz Lincolna. Dogodek spodbudi porast antisemitizma v Angliji.

- Angleški kralj Henrik III. reši iz ujetništva v Edinburškem gradu škotski kraljevi par, kralja Aleksandra III. in kraljico Margareto Angleško[1], kamor so ju zaprli škotski uporniki.
- Novi papež Aleksander IV. zahteva nazaj visoko posojilo, ki ga je leto prej odobril Inocenc IV., da bi princu Edmondu pomagal do sicilske krone in s tem uničil dinastijo Hohenstaufen. Henrik III. se posvetuje s Parlamentom, ki pa blokira vsako vrnitev posojila. 1258 ↔
- Anglija: popis privilegijev in obveznosti plemstva Hundred Rolls.
- Francoski kralj Ludvik IX. podari angleškemu kralju slona.
- Angleški kronist Matej Pariški dokonča delo Zgodovina Anglije (Historia Anglorum), ki pokriva leta od 1070 do 1253.

### Ostalo
- 28. marec - Sprta sinova pokojnega bavarskega vojvode Otona II. Wittelsbaškega si razdelita Bavarsko vojvodino na dva dela: Ludvik II. dobi Zgornjo Bavarsko in Henrik XIII. Spodnjo Bavarsko. Starejši Ludvik II. dobi še Renski palatinat. Nezakonita razdelitev vojvodine razjezi lokalne škofe. 1257 ↔
- 6. april - Poroka med navarskim kraljem Teobaldom V. in francosko princeso Izabelo, hčerko Ludvika IX.
- 26. september - Kanonizacija Klare Asiške.
- 16. december - Nezdružljivo sprta sta tudi  sinova pokojnega grofa Nassaua Henrika II. - Valram II. in Oton I. -, ki si razdelita Grofijo Nassau na dva dela.
- Ogrski kralj Béla IV. prisili bolgarskega carja Mihaela Asena I., da mu preda Beograd.
- Pribaltsko mesto Kolberg prevzame zakone[2] mesta Lübeck, korak v postopnem oblikovanju trgovsko-politične zveze Hansa.
- Benetke: ob trgu Rialto leseni most nadomesti prejšnjega pontonskega. 1310 ↔
- Viteški red Križnikov ustanovi na mestu stare pruske naseldbine Königsberg, poimenovan v čast pokrovitelju češkemu kralju Otokarju II.
- Okcitanija: inkvizicija in francoska križarska vojska preganjata ostanke Katarov. Ti se zatečejo v utrdbo Château de Quéribus ob vznožju Pirenejev. Še preden prispe francoska vojska, se izmuznejo in preselijo ali v Aragonijo ali pa v Lombardijo. Več uspeha imajo križarji z uničenjem zadnje katarske utrjene višinske naseldbine Burg Niort-de-Sault. Katarstvo v Okcitaniji obstoji zgolj še razpršeno in neorganizirano v naslednja desetletja, dokler ga ne izkorenini inkvizicija.
- Lizbona postane prestolnica Portugalske.
- Zahodna Afrika: legendarnega ustanovitelja Malijskega imperija Sundiato Keito nasledi sin Mansa Uli.
- Po smrti papeškega bankirja Bonifacij Bonsignorija, ki je vodil eno takratnih najpomembnejšo bank Gran Tavola iz Siene, nasledi finančni imperij njegov brat Orlando.

- Umrlega latinskega jeruzalemskega patriarha Roberta iz Nantesa nasledi Jacques Pantaléon, bodoči papež Urban IV.
- Pariz: pariški škof razveljavi del procesa proti hereziji Amalrika iz Bena iz leta 1210, oziroma tiste določbe, ki prepovedujejo proučevanje Aristotela.
- Akvinski napiše zgodnje delo De ente et essentia (O biti in bistvu).
- Nemški vitez in minnesinger Ulrik Liechtensteinski napiše pesnitev Frauendienst (Služnost damam).
- Papež Aleksander IV. ukaže uničenje knjige Introductorium in Evangelium Aeternum[3], ki jo je napisal frančiškanski menih Gerard iz Borgo San Donnina. Papež je zaskrbljen zaradi porasta johamitskega gibanja med frančiškani, ki je združevalo ideje Frančiška Asiškega o uboštvu s protokomunističnimi idejami Joahima iz Fiore (1135-1202) o enakosti in odpravi lastnine v prihajajoči novi dobi.

## Rojstva
- Adolf Nassauški, grof Nassaua, nemški kralj († 1298)
- Albert I. Habsburški, avstrijski vojvoda, nemški kralj († 1308)
- Andrej III. Godoreckij, vladimirski veliki knez († 1304)
- Dino Compagni, italijanski (florentinski) zgodovinar, beli gvelf († 1324)
- Duccio, italijanski (toskanski) slikar († 1318)
- Eberhard II., nemški plemič, grof Marke († 1308)
- Elizabeta Árpád, srbska kraljica († 1313)
- Florenc Hainauški, ahajski knez († 1297)
- Imagina Limburška, nemška kraljica, soproga nemškega kralja Adolf Nassauškega ↑ († 1318)
- Jakob iz Viterba, Doctor speculativus, italijanski teolog in filozof († 1308)
- Janez Pariški, francoski teolog, filozof († 1306)
- Meliore di Jacopo, italijanski (toskanski) slikar († 1285)
- Pierre Dubois, francoski protiklerikalni publicist († 1321)

## Smrti
- 1. maj - Walter de Gray, angleški državnik, yorški nadškof
- 27. avgust - Hugo iz Lincolna, angleški otroški svetnik (* 1246)
- Bernardo Bonsignori, italijanski (toskanski) bankir
- Batu Kan, mongolski kan Zlate horde (* 1205)
- Sundiata Keita, kralj ljudstva Mandinka, ustanovitelj Malijskega imperija (* 1217)